# Der Mondschimmel
Der Mondschimmel (Originaltitel: The Moon Stallion) ist eine britische Fernseh-Miniserie von Regisseurin Dorothea Brooking aus dem Jahr 1978 mit James Greene, Sarah Sutton, Caroline Goodall und David Haig in den Hauptrollen, die vom 15. November 1978 bis zum 20. Dezember in jeweils 6 Episoden zu je 25 Minuten in der BBC1 in England ausgestrahlt wurde.
1980 wurde die sechsteilige Abenteuer-Reihe von der BBC gemeinsam mit dem Südfunk Stuttgart zu einem dreiteiligen Fernsehfilm umgearbeitet und in Deutschland unter dem Titel Der Mondschimmel am 25. Dezember 1980 in der ARD gesendet. Eine Wiederholung lief vom 25. Dezember 1987 bis zum 31. Dezember 1987 in der ARD. 2009 erschien der Film auch auf DVD.

## Handlung

### Teil 1
England zu Beginn des 20. Jahrhunderts. Der englische Archäologe Professor Purwell reist im Auftrag von Sir George Mortenhurze mit seinen beiden Kindern, der blinden Tochter Diana und dem jüngeren Sohn Paul im Zug nach Uffington, um dort Beweise für Mortenhurzes These zu suchen, dass König Artus nicht nur eine Legende, sondern in Wahrheit ein echter Feldherr gewesen ist, der mit einer gewaltigen, berittenen Armee gegen die Sachsen kämpfte.
Als die schwerfällig anmutende Dampflokomotive am Bahnhof ankommt werden Professor Purwell, Diana und Paul schließlich vom Stallmeister Todman in Empfang genommen, der sie per Kutsche zum Anwesen von Mortenhurze geleiten soll. Auf dem Weg dorthin spürt das sensitiv und spirituell veranlagte blinde Mädchen plötzlich die Anwesenheit von etwas Merkwürdigem und lässt die Kutsche anhalten. – Und tatsächlich, Todman erblickt in einiger Entfernung die Gestalt eines weißen Pferdes. Ein prächtiger Schimmel, der die vier Reisenden augenblicklich in seinen Bann schlägt. Doch so schnell wie das Tier auftauchte, so plötzlich und in Windeseile verschwindet es auch wieder hinter den Hügeln. Todman, der in Wahrheit mehr ist als nur ein Stallmeister, registriert die Beobachtung des Mädchens mit Argwohn und drängt zur Eile.
Auf dem stattlichen Landgut von Mortenhurze, namens Coleshill Hall, angekommen, werden sie schließlich von Mrs. Brooks, der Haushälterin, Wirtschafterin und guten Seele des Anwesens willkommen geheißen. Todman informiert Mortenhurze augenblicklich über die Begegnung mit dem weißen Pferd. Dieser möchte am liebsten gleich hinterher jagen, wird von Todman aber zur Geduld gemahnt, da dieser den richtigen Zeitpunkt für die Jagd auf das Pferd erst in drei Tagen zum baldigen Vollmond für gekommen hält. Mortenhurze fügt sich. In der Zwischenzeit bringt Estelle Diana auf ihr Zimmer, die sich nach kurzem Einfühlen mit den örtlichen Gegebenheiten vertraut macht. Die beiden Mädchen sind sich schnell sympathisch und schließen Freundschaft. Diana erzählt Estelle von ihrer Begegnung mit dem Pferd. Es kristallisiert sich heraus, dass es sich um den legendären „Mondschimmel“ handeln könnte, um den sich eine unheimliche Sage rankt.
Professor Purwell und sein Gastgeber Sir George Mortenhurze diskutieren derweil leidenschaftlich die Arbeitsweise und das bessere Vorgehen. Dabei kristallisiert sich schnell die Unterschiedlichkeit der beiden Charaktere heraus. Auf der einen Seite der nachdenkliche und weitsichtige Wissenschaftler und Archäologe und auf der anderen Seite der Heißsporn und Pferdezüchter Mortenhurze, dem die Tiere und ihre Bedeutung in Gegenwart und Historie über alles geht. Die beiden Männer eint nur eine Sache, ihre leidenschaftliche Suche nach der Wahrheit und das Auffinden von realen Fakten.
Im Garten erzählt die etwas ältere Estelle Diana und Paul dann die Geschichte vom Mondschimmel und klärt die beiden in diesem Zusammenhang auch über den tragischen Tod ihrer Mutter auf, als Estelle noch ein Kind war. Diana erklärt dies mit einer alten Weissagung: „Wer den Mondschimmel sieht im Mondeslicht, erlebt die nächste Sonnenwende nicht!“ Estelle ist bestürzt.
Im Arbeitszimmer ereifert sich Mortenhurze gegenüber dem Professor indessen wie ein Besessener, überzeugt von seiner eigenen kühnen These, die ihm zur fixen Idee geworden ist: „König Artus, der Feldherr zu Pferde, Anführer des Widerstands gegen die Sachsen“. Er versucht den Archäologen von der Notwendigkeit zu überzeugen, stichhaltige Beweise, Zeugnisse für eine real existierende Schlacht zu suchen. Die legendäre Schlacht von Mount Badon, deren historischer Schauplatz nie entdeckt wurde. Der Professor lenkt in diesem Punkt ein, er will sich auf die Suche nach Mount Badon machen.
Estelle führt ihre Gäste derweil zu den Stallungen, wo Todman Diana und Paul ein preisgekröntes Zuchtpferd namens Duchess vorführen soll. Nach anfänglicher Weigerung gehorcht Todman schließlich und holt Duchess aus dem Stall. Jedoch nicht ohne Hintergedanken, flüstert er dem Tier doch kaum merklich einige Worte ins Ohr und das Pferd gebärdet sich urplötzlich wie der leibhaftige Satan. Nur die Tatsache, dass Diana blind ist und gleichzeitig erstarrt vor Schreck, schützt sie vor den tödlich ausschlagenden Hufen des aufgebrachten Pferdes. Nachdem Todman das Pferd auf dieselbe Weise durch Einflüsterung nach einigen Momenten der gefühlten Ewigkeit wieder zur Ruhe gebracht hat, ist der Spuk auch schon wieder vorbei. Das Tier wird lammfromm – Diana bleibt unverletzt. Todman ist ein Pferdeflüsterer, ein „Hexenmeister“ der Vierbeiner.
Um sich von dem Schrecken zu erholen, bringt man Diana auf ihr Zimmer. Dort wird sie von Mrs. Brooks, Estelle, Paul und dem Professor mit Anteilnahme, Besorgnis und liebevoller Fürsorge umfangen. Diana wird von ihrem Vater mit einer seltenen Münze beruhigt die Dragon Hill abbilden soll, wo der Heilige Georg der Sage nach den Drachen erschlagen habe soll, dessen Blut dann in den Hügeln von White Horse Hill versickerte, dessen Örtlichkeit später dadurch auch zum Schauplatz blutiger Kämpfe und heidnischer, keltischer Kampfspiele und Rituale gewesen sein soll. Der Archäologe klärt seine Tochter in diesem Kontext auch über den keltischen Namen der Epona auf, der im Römischen Diana lautet. Einer plötzlichen Eingebung folgend nennt Diana den Goldenen Zweig und verwirrt die Anwesenden mit ihrer Äußerung noch mehr. Man beschließt White Horse Hill, dem sagenumwobenen Steinernen Pferd, einen Besuch abzustatten.

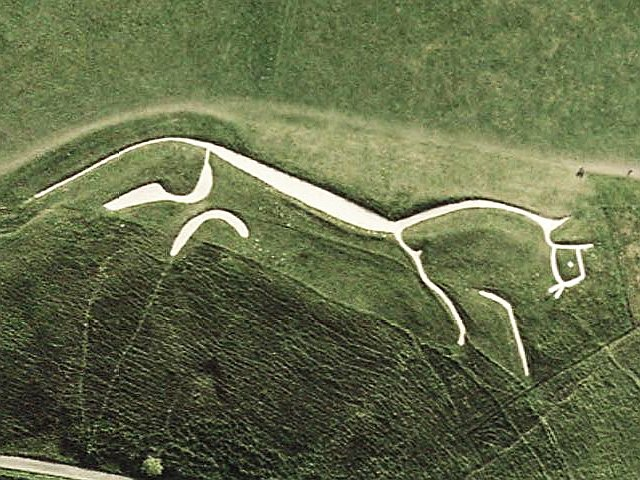
Das Steinerne Pferd bei Uffington

Am nächsten Morgen reiten Sir George Mortenhurze, Estelle und Paul in aller Frühe aus, um nach dem Mondschimmel zu suchen. Auf der Höhe des Steinernen Pferdes taucht das geheimnisvolle Tier auch urplötzlich auf. Doch alle Versuche dem weißen Pferd habhaft zu werden schlagen fehl. Wieder verschwindet der Mondschimmel zwischen dem Gewirr der Hügel wie ein Geist. Geschlagen reitet die Gruppe zurück.
An der Mittagstafel dreht sich das Gespräch ausschließlich um den sagenhaften Mondschimmel und sein unheimliches Auftauchen und sein genauso schnelles und unerklärliches Verschwinden. Diana mahnt die Tafel an die gefährliche alte Weissagung vom Mondschimmel und verweist auf die Folgen! Mortenhurze ist ungehalten, weil seine Tochter die Gäste nach seinem Empfinden indiskreterweise über den Tod seiner Frau unterrichtet hat. Er glaubt nicht an diese uralte Prophezeiung. Er sieht in dem tollkühnen Schimmel lediglich ein Wildpferd, was es einzufangen gilt. Tief in Sir George Mortenhurze lodert das Feuer der Rache. Den Verlust seiner Frau hat er nie verwunden und ihr Tod hat eine traumatische Narbe hinterlassen. Er will den Mondschimmel zur Rechenschaft ziehen, dem er die Schuld für den Reitunfall seiner Frau zuschiebt, koste es was es wolle. Die Stimmung am Tisch ist gedrückt.
Nach dem Essen stellt Mortenhurze Todman im Stall zur Rede. Todman, der sich selbst als Zauberpriester sieht, mutmaßt unter den Kindern den Auserwählten, der die Macht hat. Er wähnt einen gefährlichen Rivalen. Ist es Paul? – ist es Diana? Er beschwört Mortenhurze, den Professor und Diana zu beschäftigen und dadurch abzulenken, damit er sich in aller Ruhe um Paul kümmern kann, um festzustellen ob es sich bei dem Jungen um seinen Erzrivalen um die Macht handelt.
Am darauf folgenden Tag steht die Kutsche bereit, um Professor Purwell, Estelle und Diana zum Steinernen Pferd zu bringen. Der Professor erkundigt sich froher Stimmung nach anderen Sehenswürdigkeiten aus der Gegend und Sir George Mortenhurze verweist auf das naheliegende kulturhistorische Denkmal von Wieland dem Schmied, eine heidnische Kultstätte, die von Bäumen umsäumt gleichzeitig auch ein historisches Grabmal darstellt. Der Professor ist hocherfreut, ist er doch ein Liebhaber alter Gräber und man ist sich nach kurzer Rücksprache mit Diana einig, dieser besonderen Kultstätte noch vor White Horse Hill einen Besuch abzustatten. Mortenhurze atmet erleichtert auf, wähnt er damit die kleine Gruppe doch in sicherer Entfernung zum Mondschimmel.
Derweil sind Stallmeister Todman und Paul in Richtung des Steinernen Pferdes losgeritten. Es kommt wie es kommen muss – sie begegnen wieder dem Mondschimmel, der wie aus dem Nichts dort auftaucht. Die beiden versuchen seiner Spur zu folgen doch ohne Fortune. Aufgeregt kommen Todman und Paul auf der Suche nach dem flüchtigen weißen Pferd an Wielands Schmiede vorbei, wo der Professor, Estelle und Diana inzwischen Rast gemacht und die Steine und das Grab inspiziert haben. Estelle vom Jagdfieber der beiden gepackt, beschließt augenblicklich sich an der Suche nach dem Mondschimmel zu beteiligen. Diana protestiert noch, den Schimmel nicht zu fangen. Doch vergebens, sie fühlt sich dem Tier auf eigenartige vertraute Weise verbunden.
Der Professor und Diana bleiben allein bei Wielands Schmiede zurück. Professor Purwell, erliegt seiner heimlichen Leidenschaft okkulter Stätten und er betritt erneut das Innere des prähistorischen Grabes, während Diana draußen im Freien wartet. Unvermittelt steht der Mondschimmel neben ihr. Das blinde Mädchen fühlt sich sicher in der Anwesenheit des Pferdes und darf es sogar berühren und streicheln. Zwischen Tier und Mensch gibt es eine unsichtbare Verbindung, eine seltsame Vertrautheit. In Anwesenheit des Mondschimmels hat Diana plötzlich eine Vision. Vor ihrem geistigen inneren Auge erscheint eine erhabene Gestalt auf einem weißen Pferd. Es ist der legendäre Schwarze Ritter, der auf dem Mondschimmel sitzt und mit seiner ausgestreckten Hand gen Süden weist. Von der Wucht und der Heftigkeit der Vision erschüttert bricht Diana ohnmächtig zusammen.
Der Professor, der aus dem Grab kommt, sieht seine Tochter leblos am Boden liegen und eilt erschrocken zu seiner Tochter und dann rasch den Suchenden hinterher und ruft diese zurück. Wieder an Wielands Schmiede ist Diana bereits aus ihrer kurzen Ohnmacht erwacht und lehnt etwas schwach und blass aber gefasst an einer Steinsäule. Erleichtert aber satt ob der Aufregungen für einen Tag beschließt die Gruppe den Heimweg anzutreten, nicht ohne den triumphierenden Verweis von Diana zu bekommen, dass Todman den Mondschimmel nicht gefangen hat!
Zurück auf dem Anwesen von Coleshill Hall, im Zimmer von Diana, versucht man anschließend ihre Vision zu deuten und zu ergründen. Doch die Beschreibung vom Schwarzen Ritter als König Artus mit der goldenen Krone klingt für Estelle, Paul und den Professor dann doch zu phantastisch. Alle außer Diana bleiben skeptisch.

### Teil 2
Am nächsten Morgen klärt der Stallmeister, nicht gänzlich frei von Stolz, Estelle und den jungen Paul über die Macht der Schmiedekunst auf. Im Beisein des Schmieds von Coleshill Hall doziert Todman über das hohe Ansehen dieses Berufsstandes in heidnischer und auch in christlicher Zeit. Und er erinnert auch an Wieland den Schmied, den man früher sogar als Halbgott verehrte. Wie ein Zauberpriester lässt er sich auch über die Macht des Hufeisens aus, das Hufeisen als Glücksbringer, weil im Eisen Zauberkraft liegt, denn es ist das Metall der Götter, das durch Meteore und Asteroiden einstmals vom Himmel zur Erde niederfiel, geschmiedet und in seiner Macht nur gebändigt durch den psychischen Willen und die physische Kraft eines Schmieds.
Im Anschluss an Todmans Vortrag klärt Estelle Paul über das legendäre Steinerne Pferd auf, denn auch dieses soll Glück verheißen, vor allem, wenn man sich mitten in sein Auge stellt. Man beschließt, es am nächsten Tag mit Diana zu versuchen und den legendären Hügel zu besuchen.
Im Arbeitszimmer macht Sir George Mortenhurze Professor Purwell unterdessen heftige Vorwürfe, wegen der Aufregung um Dianas Wohlbefinden bereits einen wertvollen Arbeitstag verloren zu haben. Der Archäologe kontert mit dem Argument, dass es ja Mortenhurzes Idee war, zu Wielands Schmiede zu fahren. Sir Mortenhurze sieht Diana als Störfaktor und als Ballast und erwartet, dass das blinde Mädchen zukünftig an keinen Ausflügen mehr beteiligt wird. Der Professor als Vater des Mädchens weist den Einwand von Mortenhurze entschieden zurück. Er hat seiner Tochter den Besuch beim Steinernen Pferd fest versprochen und er gedenkt, sein Versprechen auch einzulösen. Mortenhurze warnt, der Mondschimmel gehe ihn nichts an. Der Professor beschwichtigt, dass ihn ja nur das Steinerne Pferd interessiert. Das Gespräch endet mit einem Patt.
In Dianas Zimmer hilft Mrs. Brooks dem blinden Mädchen beim Anziehen, dabei erzählt sie vom Tod von Estelles Mutter und der geplanten Rache von Sir George Mortenhurze an dem Wildpferd. Doch Diana hat keine Angst mehr, sie sieht den Mondschimmel mittlerweile als Sendboten einer höheren Macht, die ihr nicht feindlich gesinnt ist.
Estelle, Paul, Diana und der Professor fahren am nächsten Tag raus zum Steinernen Pferd. Estelle und Paul platzieren Diana im Auge des Wahrzeichens von Uffington. Diana soll sich im Auge des stilisierten Pferdes drei Mal um die eigene Achse drehen, damit der Glückszauber nach alter Überlieferung auch wirken kann. Diana dreht sich um sich selbst, doch nach der dritten Umdrehung verliert sie das Gleichgewicht und sie stürzt zu Boden. In panischer Angst vor dem Unbekannten ruft sie um Hilfe. Der Vater, der ganz in der Nähe steht, stürzt herbei und hilft seiner Tochter auf. An dieser Stelle droht keine Gefahr, doch nur ein paar Meter weiter fällt der Hügel gefährlich steil ab in Richtung Dragon Hill, wo früher Menschenopfer dargebracht wurden. Kein freundlicher Ort! Diana will den unheimlichen Schauplatz unbedingt verlassen.
Währenddessen geraten in den Stallungen von Coleshill Hall Mortenhurze und sein Stallmeister verbal ernsthaft aneinander. Mortenhurze sieht in dem blinden Mädchen mittlerweile eine reale Gefahr für sein Vorhaben, während Todman abwiegelt und sich ganz als Zauberpriester gebärdet. Denn nur er habe als Zauberpriester die Macht.
In der Nähe des steinernen Hügels von Uffington diskutieren Estelle und Diana über White Horse Hill und den Mondschimmel. Estelle glaubt, dass ihr Vater den Mondschimmel nur einfangen will, um ihn später zuzureiten und ihn auf Turnieren zu präsentieren. Sie ahnt nichts von den wahren Absichten ihres Vaters. Diana warnt Estelle eindringlich, von ihrem Vorhaben, den Mondschimmel einzufangen, abzulassen, weil man ihm sein Geheimnis nicht mit Gewalt entreißen darf. Die Gruppe beschließt, auf das Anwesen von Coleshill Hall zurückzukehren. Diana macht ihren Vater darauf aufmerksam, dass die Schlacht um Mount Badon nicht am Steinernen Pferd stattgefunden hat.
Der Professor, der mehr und mehr über die Worte seiner Tochter nachzudenken beginnt, kann in einer persönlichen Unterredung Mortenhurze überzeugen, beim Befehlsstand um Liddington Castle nach Zeugnissen von der Schlacht um Mount Badon zu suchen. Er will sich nochmals am Nachmittag in der näheren Umgebung der Grafschaft Wiltshire ohne die Kinder auf die Suche nach dem ominösen Schlachtfeld begeben.
Draußen im Garten finden sich Estelle, Paul und Diana ein und stolpern fast über ein am Boden liegendes Krötenskelett. Als Todman auftaucht, verstecken sich die drei und beobachten den Stallmeister, wie er das Skelett aufsammelt, alle Knochen in das naheliegende Wasser eines Baches wirft und nur die Wirbelsäule des Skeletts wieder aus dem Nass herausfischt. Diana erklärt den anderen, dass es sich bei der Wirbelsäule um einen magischen Knochen für einen ganz besonderen Zauber handelt. Es dient als Schutzamulett und es verleiht die Macht, Pferde zu beherrschen. Todman glaubt, damit die Kraft des Mondschimmels bannen zu können.
Professor Purwell bricht derweil Richtung Liddington Castle auf, Diana die ihrem Vater noch Wichtiges mitzuteilen hat, kommt aber mit ihrer Nachricht zu spät.
Am Abend überrascht Paul den Stallmeister bei seinen Vorbereitungen für das magische Ritual. Todman weist den Jungen dieses Mal schroff ab, er kann bei seinem dunklen Vorhaben keine Zeugen gebrauchen. Diana macht sich unterdessen Sorgen, weil ihr Vater von seiner Erkundung noch immer nicht zurückgekehrt ist. Außerdem sucht er nach ihrer Überzeugung an der falschen Stelle, da der Schwarze Ritter in ihrer Vision nach Süden wies und Liddington Castle westlich von Wielands Schmiede liegt. Diana klärt Paul und Estelle darüber auf, dass in dieser Nacht Vollmond ist und zugleich das keltische Fest von Beltane stattfinden wird. Mrs. Brooks bittet die drei, wegen der vorgerückten Stunde zu Bett zu gehen.
Derweil führt sich Mortenhurze im Angesicht des nahenden Vollmonds immer gereizter auf. Todman legt ungerührt seine eisernen Amulette und erklärt dem Pferdezüchter ihre magische Bedeutung. Der Stallmeister kann Sir George Mortenhurze beschwichtigen, auch dass Professor Purwell durch seine Abwesenheit keine Gefahr mehr für ihn darstellt.
Der Vollmond steht nun satt und rund am Nachthimmel und Diana wird in ihrem Zimmer vom einfallenden Lichtschein des Mondes geweckt. Wie in Trance verlässt das blinde Mädchen ihr Bett und schleicht aus dem Zimmer hinaus nach unten.
Mortenhurze verweigert seiner Tochter Estelle in der Zwischenzeit die Erlaubnis, ihn bei seinem Ausritt zu begleiten. Er will sein eigen Fleisch und Blut bei seinem bevorstehenden Wagnis nicht dabei haben. Mortenhurze macht sich bereit, ins Unbekannte aufzubrechen. Seine Tochter bleibt beunruhigt und in einem Gefühl hilfloser und beklemmender Verzweiflung zurück.
Unten vor dem Haus im Garten wartet schon der Mondschimmel auf das blinde Mädchen und Diana besteigt mit Hilfe eines alten Baumstumpfs das Pferd. Das Tier reitet mit ihr in die Nacht.
Todman verweist Mortenhurze im Stall in einer letzten Einweisung auf das kommende Feuer von Beltane und die magischen Bannworte, die den Mondschimmel außer Gefecht setzen sollen. Er, Todman, bekommt die Macht und Mortenhurze kann seine Rachegelüste stillen, die ihn über all die Jahre seit dem Tode seiner Frau umgetrieben haben. Mortenhurze reitet wirr lachend und siegestrunken ob Todmans Worten in die Nacht hinaus, um sich nach neun langen Jahren des Wartens endlich des Mondschimmels zu bemächtigen.
Diana genießt den Ritt in die Nacht. Der Mondschimmel führt sie geradewegs zu Wielands Schmiede, wo bereits das magische Feuer von Beltane brennt. Das Licht erleuchtet das Grabmal. Eine Gestalt wartet auf das blinde Mädchen und offenbart sich ihr als der Grüne König. Er weiht das Mädchen in die tieferen Geheimnisse um den Mondschimmel und den Schwarzen Ritter ein.
Währenddessen kehrt Professor Purwell mitten in der Nacht zurück, im Gepäck die Antwort auf das Geheimnis der Frage um den Ort der Schlacht um Mount Badon. Er beschließt, auf Sir George Mortenhurzes Rückkehr zu warten.
Der Pferdezüchter, der auf seinem Rappen Rollo in die Nacht hinausgeritten ist, sichtet bereits von Ferne das magische Feuer von Beltane und nähert sich dem schicksalhaften Ort.
Der Grüne König zeigt dem Mädchen derweil im Grabmal von Wielands Schmiede die Gefahren auf, die das sinnlose Machtstreben der Menschheit seit alters her umtreibt. Er bringt ihr die Vergänglichkeit und die Torheit der Menschen und ihr ruhmsüchtigen Tun in erschreckenden Bildern für die Zukunft vor Augen. Diana sieht in einer erneuten Vision vor ihrem inneren Auge den Schwarzen Ritter, den König von einst und zukünftig! Ein Mistelzweig, übergeben vom Grünen König, soll das Mädchen beschützen. Ihre physische Blindheit erweist sich als unabdingbarer Schutz vor den Höheren Mächten.
Auf dem Anwesen in Coleshill Hall erklärt der Professor seinem Sohn Paul mittlerweile den Ort, wo Mount Badon seiner Meinung nach nur stattgefunden haben kann. Sein Sohn macht darauf aufmerksam, dass Dianas Prophezeiung, südlich von Wielands Schmiede zu suchen, richtig war. Der Vater beschließt seine Tochter trotz mitternächtlicher Stunde zu wecken und ihr die frohe Kunde mitzuteilen, doch voller Sorge müssen sie erkennen, dass Dianas Zimmer leer ist.
Vor der Schmiede wartet bereits der Mondschimmel auf seinen Widersacher Sir George Mortenhurze, der von seinem gefährlichen und törichten Unterfangen nicht Abstand nehmen will – trotz Dianas letzter Warnung. Er will die magischen Bannworte sprechen, doch der Mondschimmel hindert ihn daran. Das Amulett fällt wirkungslos zu Boden. Dann hört er schon das nahende Hufgetrappel herangaloppierender unsichtbarer Pferde. Die wilde Jagd von Beltane hat begonnen und Mortenhurze weiß, dass sein Schicksal besiegelt ist. In panischer Furcht stürzt er schreiend in die Nacht hinaus.
Im Landgut von Coleshill Hall beschließt man jetzt, Vorbereitungen zu treffen, um Diana zu suchen, die man mittlerweile barfuß und schutzlos draußen umherirrend wähnt, auf der Suche nach dem Mondschimmel. Doch vor Wielands Schmiede steht ja noch Rollo, der Rappe – treuer Begleiter seines Herren.
Mortenhurze rennt um sein Leben. Immerzu hört er das Trommeln tausender Hufe, doch kein einziges Pferd wollen seine gehetzten Augen erblicken. Dem Wahnsinn nahe und völlig entkräftet erreicht er im Morgengrauen das Steinerne Pferd. Er steht nun nahe dem Hügelabgrund, wo auch schon Diana die Furcht ergriff. Doch es gibt für ihn kein Entkommen mehr. Der Mondschimmel, der urplötzlich hinter ihm auftaucht, stürzt ihn in die Tiefe von Dragon Hill.
Bevor die Gruppe zur Suche nach Diana aufbrechen kann, erscheint das blinde Mädchen ruhig und gefasst auf Rollos Rücken und sie überbringt der wartenden Gemeinschaft die traurige Kunde von Sir George Mortenhurzes Tod.

### Teil 3
Professor Purwell, Estelle und Stallmeister Todman finden Mortenhurzes Leichnam bei Dragon Hill. Mortenhurze wurde das Opfer von Beltane.
Zurück auf dem Anwesen bereitet man alles für die häusliche Trauerfeier vor. Estelle ist jetzt die Herrin von Coleshill Hall und trägt nun die Verantwortung. Doch sie ist froh über die Anteilnahme des Professors.
In ihrem Zimmer klärt Diana ihren Vater über die Umstände von Sir George Mortenhurzes Tod auf. Sie erzählt von ihrer neuerlichen Vision bei Wielands Schmiede und über den Schwarzen Ritter, der auf seine Rückkehr wartet. Dass nun, im kaum angebrochenen 20. Jahrhundert, Maschinen durch die Luft fliegen und furchtbare Kriege kommen werden, doch dass die Natur überleben wird, verändert zwar, ist aber regenerationsfähig. Dem Schwarzen Ritter werden diese menschlichen Untaten nichts anhaben können. Er ruht tief und zeitlos im Berge – er, der König von einst und zukünftig. Das Steinerne Pferd ist das Zeichen der Mondgöttin und der Schimmel ihr Bote. Mortenhurze wurde ihr notwendiges Opfer.
Estelle, die immer noch glauben will, dass ihr Vater durch einen Reitunfall ums Leben kam, betritt das Zimmer. Ihre zur Schau gestellte Selbstbeherrschung schwindet, als der Professor den Raum verlässt und sie vergießt bei Diana bittere Tränen der Trauer um ihren Vater. Als die Tränen langsam nachlassen, bittet sie Diana zu bleiben und das blinde Mädchen willigt ein. Diana warnt Estelle, nicht die Besessenheit ihres Vaters in Bezug auf den Mondschimmel zu übernehmen.
Kaum haben Mrs. Brooks und Estelle in der Kutsche Coleshill Hall verlassen, um die Beerdigungsformalitäten in der Stadt zu erledigen, sieht der Stallmeister seine Stunde gekommen. Endlich ist er mit dem blinden Mädchen allein. Der selbsternannte Zauberpriester lässt nun endgültig die Maske des braven Biedermannes fallen und bemächtigt sich des Mädchens. Er nimmt das Krötenamulett, das Mortenhurze nicht schützen konnte, wieder an sich und gleichzeitig Diana auch den Mistelzweig fort, als er merkt, dass es sich um den legendären Goldenen Zweig handelt, der als uralter Talisman Schutz gewährt. Diana versucht, den größenwahnsinnigen Todman davon zu überzeugen, dass sie nicht seine Rivalin, sondern nur die Stimme der Mondgöttin ist – vergebens. Der Stallmeister berauscht sich an den Möglichkeiten der Macht. Todman glaubt, sich zum Herrscher über die Gezeiten des Schicksals und über das Rad des Seins erheben und über den Mondschimmel gebieten zu können. Im Wissen, dass das Beltane-Fest noch bis Mitternacht andauern wird, entführt er das Mädchen aus dem Haus. Mit Diana in seiner Gewalt hofft er, den Mondschimmel endlich bezwingen zu können.
Im Garten ahnen der Professor und Paul von alledem nichts. Professor Purwell hält im Gegenteil Todman zwar für einen kompetenten Pferdeknecht, aber sonst für ziemlich einfältig. Paul widerspricht und fragt seinen Vater nach Silbury Hill, dem legendären von Menschen aufgeschütteten Hügel, wo der Sage nach ein Goldener Ritter mit seinem Goldenen Pferd im Berg begraben sein und auf den Tag seiner Rückkehr warten soll. Paul leuchtet ein, dass es sich nur um die Artus-Sage handeln kann. Der Professor stimmt zu und zweifelt mittlerweile selbst an der Version, dass Mortenhurze bei einem einfachen Reitunfall ums Leben kam. Die Vorstellung, dass die alte Macht des heidnischen Rituals auch in dieser Zeit noch seine Gültigkeit besitzen könnte, übt eine gewisse Faszination auf den Archäologen aus. Vielleicht, so denkt er, geht von den alten Stätten eine magische Kraft aus, die seine blinde Tochter vom ersten Moment an gespürt hat. Die beiden beschließen, Diana aufzusuchen.
In der Nähe von Dragon Hill wartet derweil Todman mit Diana auf die Ankunft des Mondschimmels, doch seine Geduld wird auf eine harte Probe gestellt. Als Pferdezauberpriester glaubt er, bald über Wind und Wasser, Erde und Feuer zu herrschen. Er sieht sich mit den Tieren sprechen. Er will sich alle Lebewesen dieser Welt untertan machen. Todman gedenkt, der größte Zauberpriester aller Zeiten zu werden und maßt sich an, Wieland den Schmied, als den Grünen König und Wächter der Mondgöttin, zum Duell fordern zu können. Er will sich auf das Gesetz des Heiligen Hains berufen und den Grünen König mit Hilfe des Goldenen Zweigs zum Zweikampf zu fordern. Nur Mann gegen Mann – ohne Magie. Er will an die Stelle des Grünen Königs treten und selbst Priester und Gemahl der Mondgöttin werden und allmächtig sein. Er sieht im Mondschimmel das letzte Hindernis, das es noch zu überwinden gilt. Todman will nicht länger warten – er will dem Mondschimmel befehlen, zu ihm zu kommen.
Unterdessen bemerken Professor Purwell und Paul das Verschwinden von Diana. Sie mutmaßen, dass das Mädchen mit Estelle und Mrs. Brooks mitgefahren sein könnte, doch als diese wieder zurück sind und Diana nicht bei ihnen ist, wird klar, dass es ernste Gründe für Dianas Abwesenheit geben muss. Paul und der Professor befürchten nun, dass der Stallmeister seine Hand im Spiel hat.
Endlich taucht am Dragon Hill der Mondschimmel auf und Todman will ihm mit dem Krötenamulett befehlen. Diana warnt den selbsternannten Zauberpriester vor den Konsequenzen, doch Todman will nicht hören. Er wähnt sich seinem Ziel jetzt sehr nahe. Er schwingt sich auf den Mondschimmel, der auch das Todespferd ist. Todman ist jetzt bereit, alles zu riskieren. Er spielt ein riskantes Spiel auf Leben und Tod. Er treibt den Mondschimmel vorwärts und lässt Diana allein am Dragon Hill zurück.
Inzwischen haben sich der Professor, Paul und Estelle auf die Suche nach Diana gemacht. Man teilt sich auf und rechnet sich so bessere Chancen aus, das blinde Mädchen zu finden.
Todman reitet mit dem Mondschimmel nun geradewegs zu Wielands Schmiede und dort fordert der Stallmeister den Grünen König, den Wächter der Mondgöttin, mit Hilfe des Goldenen Zweigs nach altem Brauch zum Duell. Mann gegen Mann – ohne Waffen und ohne Magie. Der Grüne König legt den Schild der Erkenntnis, den Hammer der Gerechtigkeit und den Helm der Weisheit ab. Nun fordert er den Stallmeister auf, sein Krötenamulett wegzulegen. Todman, im Rausch des sicheren Sieges, kommt mit einem überheblichen Lachen der Forderung des Grünen Königs nach und wirft sein Zauberamulett, was den Mondschimmel im Bann halten soll, achtlos hinter sich. Der Zweikampf beginnt. Ein harter physischer Ringkampf entbrennt, brutal und ohne Gnade für den Gegner, der lange ohne Sieger bleibt, bis Todman plötzlich die Gelegenheit ergreift, zum Felsen stürzt und den Hammer der Gerechtigkeit an sich nimmt. Das entspricht nicht den Regeln, denn er hat seinen Gegner nicht fair im Kampf besiegt. Der Pferdeflüsterer spielt falsch und will den Grünen König mit seiner eigenen Waffe töten. Er zwingt den Grünen König, vor ihm nieder zu knien. Doch im Gefühl des sicheren Triumphs hat er nicht mehr mit dem Mondschimmel gerechnet. Das rächt sich, gerade als Todman zum finalen Schlag ausholt, streckt das weiße Pferd den selbsternannten Zauberpriester mit den Hufen nieder. Todman liegt leblos auf der Erde. Auf dem Rücken des tödlich Getroffenen prangt der Abdruck des umgedrehten Hufeisens. Das Unglückssymbol des Verlierers.
So finden ihn auch Paul und Estelle. Doch von Diana keine Spur. Auf dem Weg treffen sie wieder auf den Mondschimmel, doch Estelle hat jede Lust auf eine Verfolgung des Tieres verloren. Der Mondschimmel verharrt jedoch auf der Stelle und signalisiert den beiden somit, ihnen zu folgen. Estelle und Paul begreifen, das weiße Pferd wird sie zu Diana führen.
Estelle, Paul und der Professor treffen nun alle aufeinander und setzen die Suche gemeinsam fort. Sie finden Diana nach einigem Suchen mutterseelenallein aber wohlauf sitzend im Auge des Steinernen Pferdes. Der Mondschimmel hatte das blinde Mädchen geführt und beschützt.
Das Wiedersehen fällt herzlich aus. Diana verabschiedet sich schließlich vom Mondschimmel, der noch in der Nähe ausgeharrt hatte. Die Worte des Mädchens sind dem Tier Ansporn genug und der Mondschimmel galoppiert in die Freiheit. Als das weiße Pferd nun durch die Hügel eilt, trägt es auf seinem Rücken den wiedergekehrten Schwarzen Ritter: König Artus.

## Synchronisation
Die deutsche Synchronisation wurde von der Bavaria Atelier GmbH in München erstellt. Die Dialoge stammen von Sabine Seifert, die Dialogregie führte Frank Strecker.
| Rolle                  | Darsteller         | Synchronstimme     |
| ---------------------- | ------------------ | ------------------ |
| Professor Purwell      | James Greene       | Hans Paetsch       |
| Diana Purwell          | Sarah Sutton       | Susanna Bonasewicz |
| Estelle Mortenhurze    | Caroline Goodall   | Conny Franz        |
| Stallmeister Todman    | David Haig         | Christian Brückner |
| Paul Purwell           | David Pullan       | Matthias Stegmann  |
| Sir George Mortenhurze | John Abineri       | Holger Hagen       |
| Mrs. Brooks            | Joy Harington      | Käthe Jaenicke     |
| Der Grüne König        | Michael Kilgarriff | Herbert Weicker    |

## Produktionsnotizen
Die Bauten stammen von Roger Cann. Viv Gunzi zeichnete als Maskenbildner verantwortlich. Judy Pepperdine lieferte die Kostüme. Der Ton stammt von Doug Mawson. Die Pferde wurden von Vera McLeod und Richard Viner trainiert, der so auch gleich die Rolle des Schwarzen Ritters übernahm. Drehorte des Films lagen in Uffington, Oxfordshire in England.

## Soundtrack
- Eine CD mit der Musik des Komponisten Howard Blake ist als Soundtrack-Album mit 9 ausgewählten Stücken beim Label Highbridge Musik erschienen.[1]

## Veröffentlichung
Der Film wurde am 30. Januar 2009 als zweisprachige DVD Deutsch/Englisch (Regionalcode 2) veröffentlicht. Seine Fernsehpremiere in Deutschland hatte er am 25. Dezember 1980 in der ARD.

### DVD
- Format: Dolby, PAL
- Sprache: Deutsch (Mono 2.0), Englisch (Mono 2.0)
- Region: Region 2
- Bildseitenformat: 4:3 – 1.33:1
- Anzahl Discs: 1
- FSK: Freigegeben ab 6 Jahren
- Studio: Polyband – DVD
- Erscheinungstermin: 30. Januar 2009
- Produktionsjahr: 1978
- Erstaufführung: 15. November 1978 bis 20. Dezember 1978 in (England)
- Erstaufführung: 25. Dezember 1980 (ARD) (Deutschland)
- Spieldauer: 141 Minuten